# Schneidberg (Frankenwald)
Der Schneidberg ist ein Berg südlich des Ortes Geroldsgrün im Geroldsgrüner Forst im Landkreis Hof. Seine Höhe beträgt 758,8 m ü. NHN; damit ist er der dritthöchste Berg des Frankenwalds. 
Die Erhebung ist vollständig bewaldet und kann über Wanderwege erreicht werden. Auf dem Schneidberg befindet sich ein Fernsehumsetzer.